# Avec Karine
Avec Karine est un manga de Taketo Higen (scénariste) et "the Seiji" (dessinateur).
Il a été publié pour la première fois au Japon par Akita Shoten en 2004. Son nom original est KARIN TO. Il est traduit en français par Pierre Giner, et édité en France par Taifu Comics. La série compte 7 volumes au total.

## Synopsis
Junpei, un jeune lycéen un peu otaku, est secrètement amoureux de sa camarade de classe, Karine. Seulement, celle-ci est très courtisée par ses autres camarades, et surtout, jalousement protégée par Shûichi, son frère jumeau. Ce dernier est la coqueluche du lycée car il est doué pour tout. Mais là où ça se complique, c'est que lui aussi est attiré...par Karine ! Un jour, Aki, une mystérieuse jeune fille, propose à Shûichi d'échanger sa personnalité avec Junpei durant une journée, afin qu'il puisse approcher Karine autrement qu'en tant que frère... Tandis que Junpei, lui, se retrouve malgré lui dans le corps de son rival !

## Liste des volumes
Format : 115 x 170 mm
- Volume 1 - 12/2005 -  (ISBN 2-351-80021-4)
- Volume 2 - 01/2006 -  (ISBN 2-351-80024-9)
- Volume 3 - 04/2006 -  (ISBN 2-351-80042-7)
- Volume 4 - 06/2006 -  (ISBN 2-351-80053-2)
- Volume 5 - 08/2006 -  (ISBN 2-351-80066-4)
- Volume 6 - 10/2006 -  (ISBN 2-351-80083-4)
- Volume 7 - 01/2007 -  (ISBN 2-351-80100-8)